# Pony car

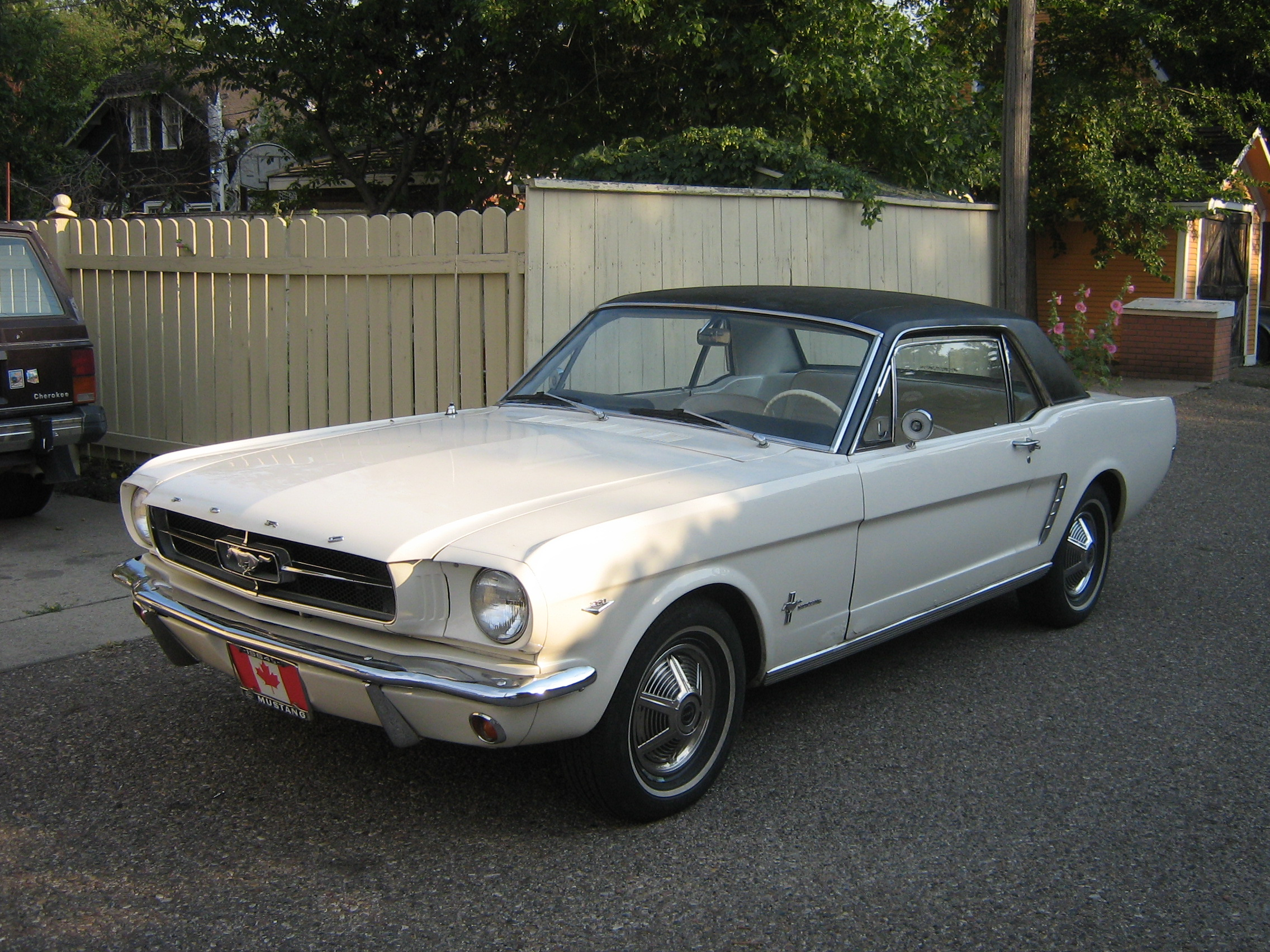
1965 Ford Mustang

Pony car – nazwa odnosząca się do amerykańskich samochodów sportowych. Pierwszym pojazdem tego typu był Plymouth Barracuda (1964). Samochód określany jako pony car cechuje się kompaktowym nadwoziem o wyróżniającej się stylistyce podkreślającej sportowe zacięcie i stosunkowo mocnym silnikiem. Pony cars różnią się od muscle cars głównie wymiarami nadwozia – pony cars są mniejsze, przez co często nazywa się je baby muscle cars. Ograniczało to maksymalną pojemność montowanych w nich silników, co w konsekwencji sprawia, że pony cars są nieco wolniejsze. Granica między tymi segmentami jest jednak dość płynna.

## Geneza
Początki segmentu sięgają końca lat 50. XX wieku, kiedy to Ford Motor Company zaprzestał produkcji 2-miejscowej odmiany modelu Thunderbird. Samochód został wtedy powiększony do dużego 4-osobowego pojazdu typu personal luxury car, osiągnął także sukces komercyjny. Konsumenci, jak i dilerzy narzekali jednak na brak mniejszego 2-drzwiowego pojazdu. Przez kilka kolejnych lat Ford analizował sposoby na ponowne wprowadzenie pojazdu podobnego do wczesnego Thunderbirda.

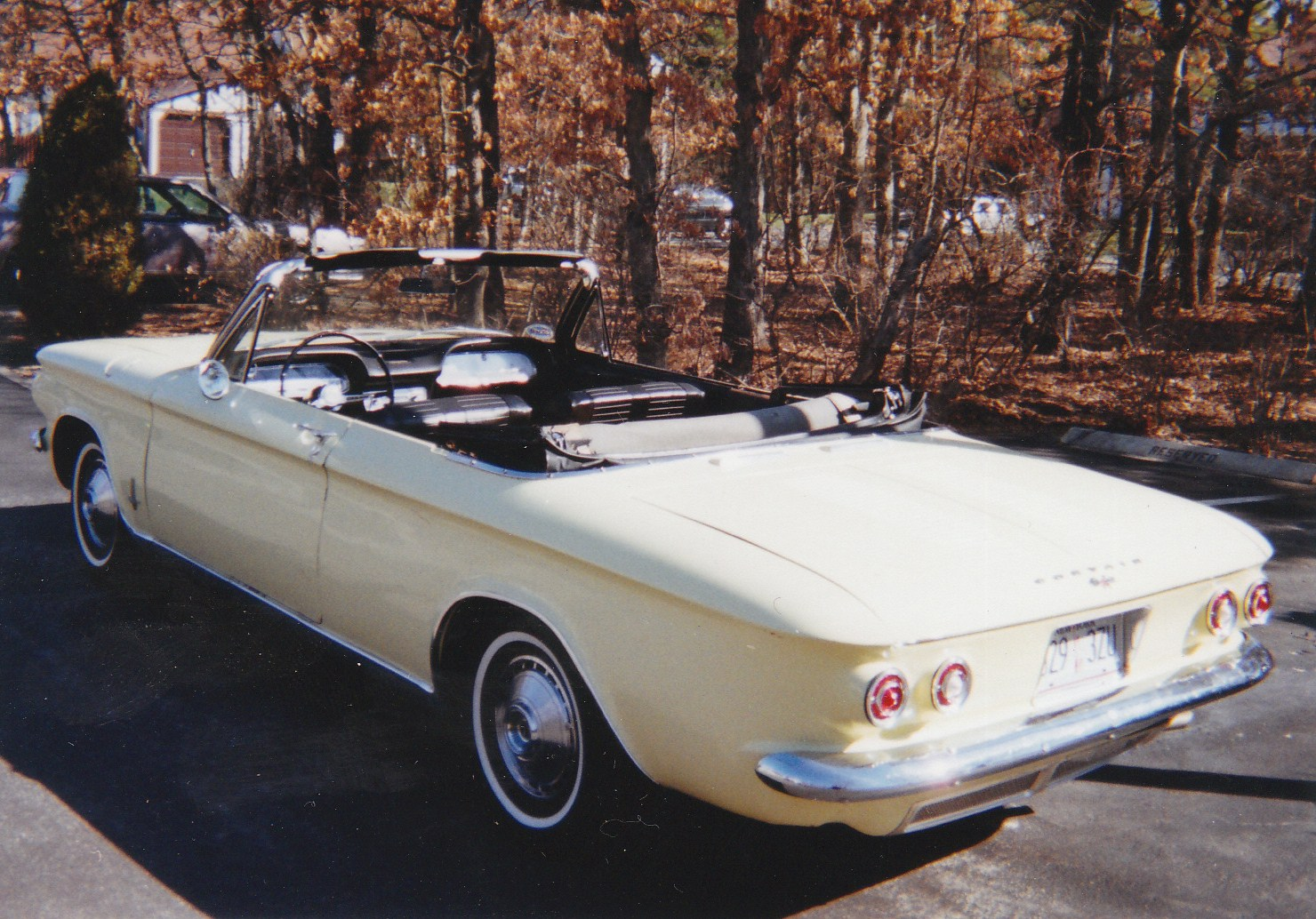
1964 Corvair Monza

Dodatkowym impulsem był sukces Chevroleta: model Corvair z 1960 roku zdobywał coraz większą popularność. Sportowa wersja Corvaira, Monza, była kolejnym mocnym bodźcem dla Forda. Początkowo Corvair dostępny był jako pojazd typowo budżetowy, znacznie większy sukces osiągnęła jednak usportowiona wersja, wyposażona w m.in.: kubełkowe fotele oraz  dźwignię skrzyni biegów montowaną w podłodze. Odpowiedzią Forda na Corvaira Monza były wersje Futura i Futura Sprint modelu Falcon, Chrysler zaprezentował Plymoutha Valiant Signet i Dodge'a Dart GT, American Motors (AMC) warianty 440-H i Rogue Ramblera American, Studebaker przedstawił zaś model Lark w usportowionej odmianie Daytona. Inne pojazdy z początku lat 60 XX w. z charakterystycznymi fotelami kubełkowymi to m.in.: Mercury Comet S-22, Oldsmobile F-85 Cutlass, Buick Special Skylark czy też Pontiac Tempest LeMans. Większość z nich standardowo dostępna była z benzynowymi silnikami R6, w części przypadków dostępny był jednak opcjonalnie większy motor V8 zblokowany z 4-biegową manualną skrzynią biegów.
Początek lat 60. to także okres, kiedy w kompaktowych samochodach osobowych zaczęto stosować różne nowinki techniczne; Corvair Monza Spyder/Corsa oferowany był z turbodoładowanym silnikiem benzynowym montowanym za tylną osią, Oldsmobile Cutlass Jetfire z lat 1962–1963 wyposażony był w turbodoładowany silnik V8, Pontiac Tempest LeMans (1961–63) oferowany był z silnikiem R4 3,2 l w kilku różnych wariantach, wliczając w to nawet 4-gardzielowy gaźnik.
Mimo że usportowione wersje popularnych kompaktów odniosły sukces rynkowy, niektórzy ludzie związani z przemysłem motoryzacyjnym w USA, głównie Lee Iacocca (Ford), twierdzili, że jest to dopiero początek i odkrycie świeżego gruntu na rynku. W tym czasie pojawiło się wielu młodych nabywców, szukali oni na rynku czegoś innego niż konserwatywne 4-drzwiowe sedany. Odpowiedzią Forda był wprowadzony do produkcji 17 kwietnia 1964 model Mustang. Pierwsze prognozy określały roczny poziom sprzedaży na około 100 000 egzemplarzy, samochód odniósł jednak tak duży sukces że już pierwszego roku produkcji sprzedano 618 812 sztuk modelu.

## Wyznaczanie segmentu
Ford ze swoim Mustangiem stał się wzorem dla kolejnych producentów w nowym segmencie określanym jako pony car. Popularyzacja zwrotu przypisywana jest Dennisowi Shattuckowi, który był w tamtym czasie redaktorem magazynu Car Life. Pochodzi ona od przywodzącej na myśl jeździectwo nazwy Ford Mustang.
Mimo że Mustang bazował na płycie podłogowej Falcona, cechował się unikalnym nadwoziem (dostępnym jako hardtop coupé i kabriolet) z charakterystyczną długą maską i krótką przestrzenią bagażową. W podstawowej wersji nie wyróżniał się od typowych kompaktowych pojazdów z tamtych lat, silnik R6 2.8 połączony był z 3-biegową manualną skrzynią biegów. W bazowej konfiguracji cena wynosiła 2368 $, nabywca otrzymywał m.in.: kubełkowe fotele, dywaniki, lewarek skrzyni biegów w podłodze, sportowe koło kierownicy oraz pełne kołpaki. Oprócz tego Mustang cechował się długą listą wyposażenia dodatkowego: różne warianty silnika V8 Windsor, automat Cruise-O-Matic lub 4-biegowa przekładnia manualna, radioodtwarzacz, klimatyzacja, wspomaganie kierownicy oraz wiele innych. Topowa wersja V8 z całym możliwym dodatkowym wyposażaniem kosztowała o ponad 60% więcej niż bazowa odmiana z silnikiem R6 2.8 – czyniło to Mustanga bardzo zyskownym dla Forda modelem.
Tym samym zostały ustanowione kryteria dla nowego segmentu sportowych pojazdów:
- Stylowe i sportowo stylizowane nadwozie: długa maska, krótka klapa bagażnika ("long hoods, short decks, and open mouths")
- Montowane z części znanych z masowo produkowanych pojazdów
- Przystępna cena bazowej odmiany (mniej niż 2500 $ według wartości dolara z 1965 roku)
- Możliwe długa lista wyposażenia dodatkowego w celu maksymalnego spersonalizowania samochodu przez nabywcę
- Marketing i reklama nastawiona na młodego nabywcę

Większość z pony cars oferowana była z mocnymi silnikami V8 oraz pakietami zwiększającymi osiągi, przez co niektóre zaliczano nawet do segmentu muscle car, sprzedano także sporą liczbę egzemplarzy z mniejszymi silnikami R6 oraz słabszymi odmianami V8. Większość najmocniejszych odmian sprzedawana była w mocno ograniczonej liczbie egzemplarzy i służyła głównie do wyścigów typu Drag Racing, wyścigów drogowych oraz celów homologacyjnych.

## Kolejni przedstawiciele

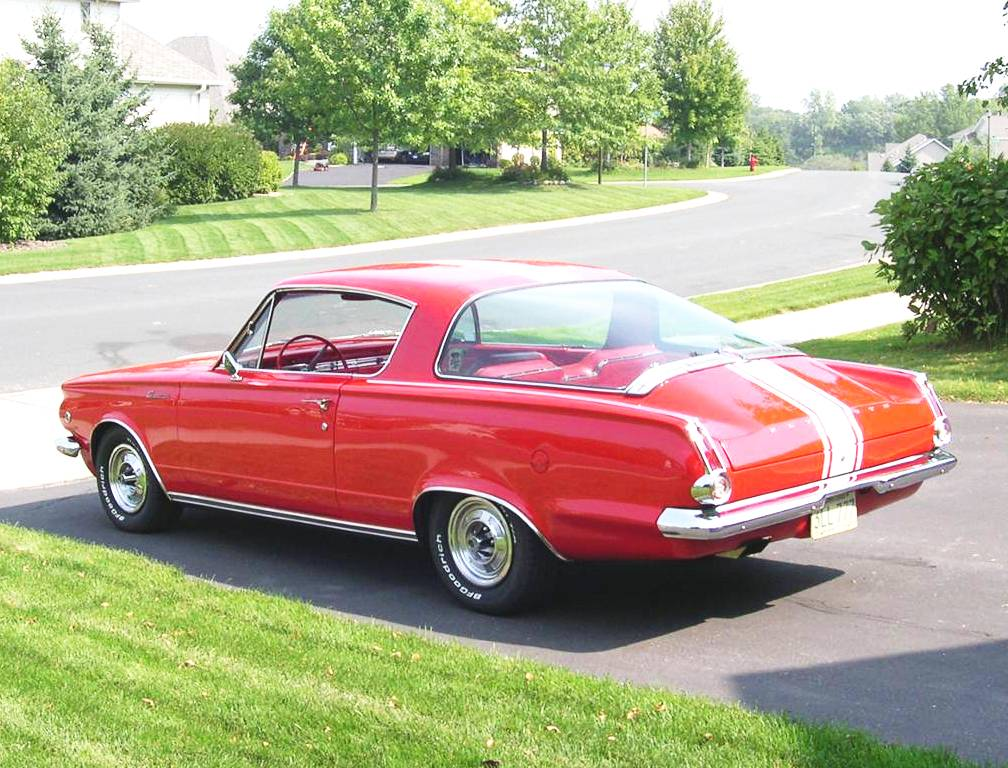
1965 Plymouth Barracuda

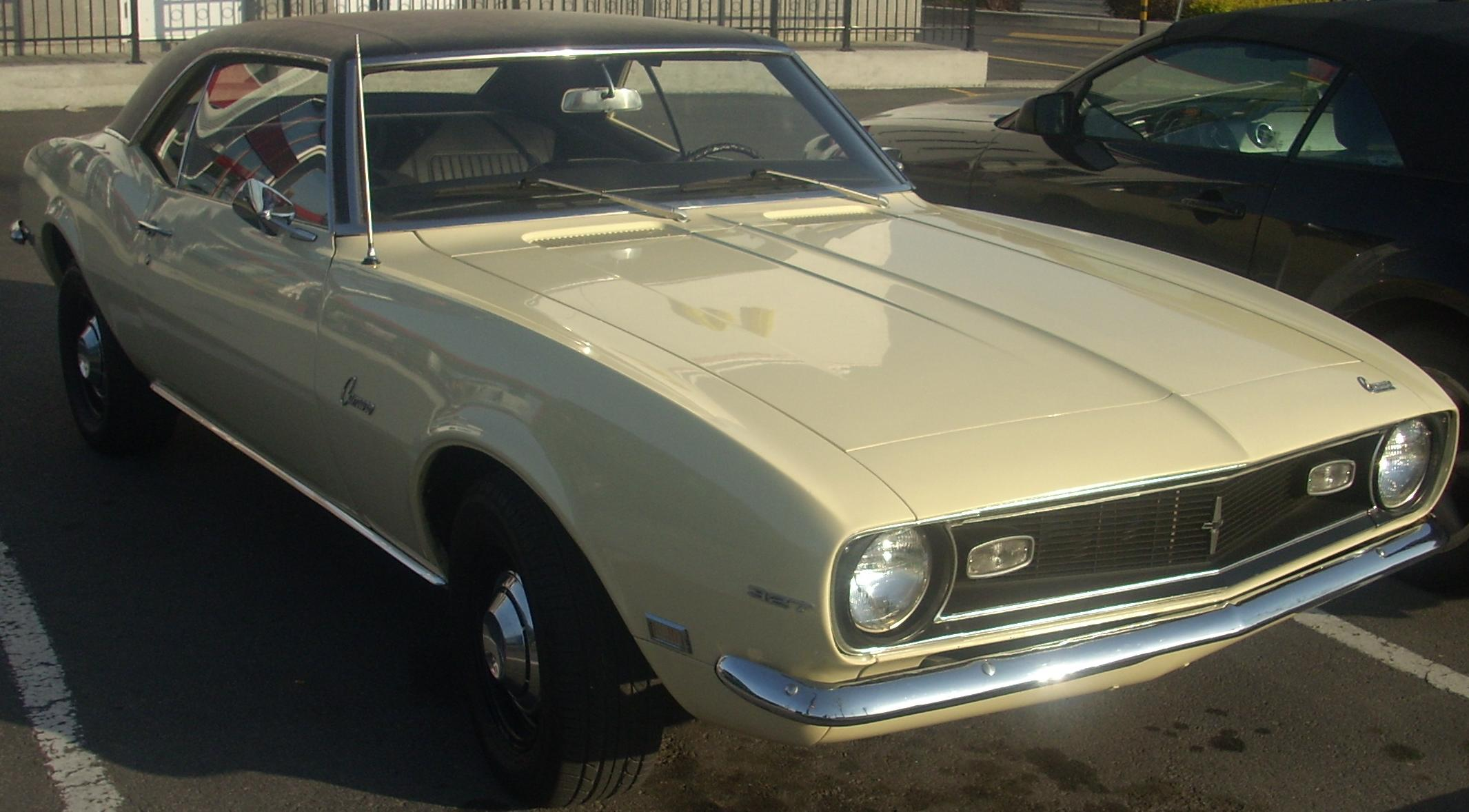
1968 Chevrolet Camaro

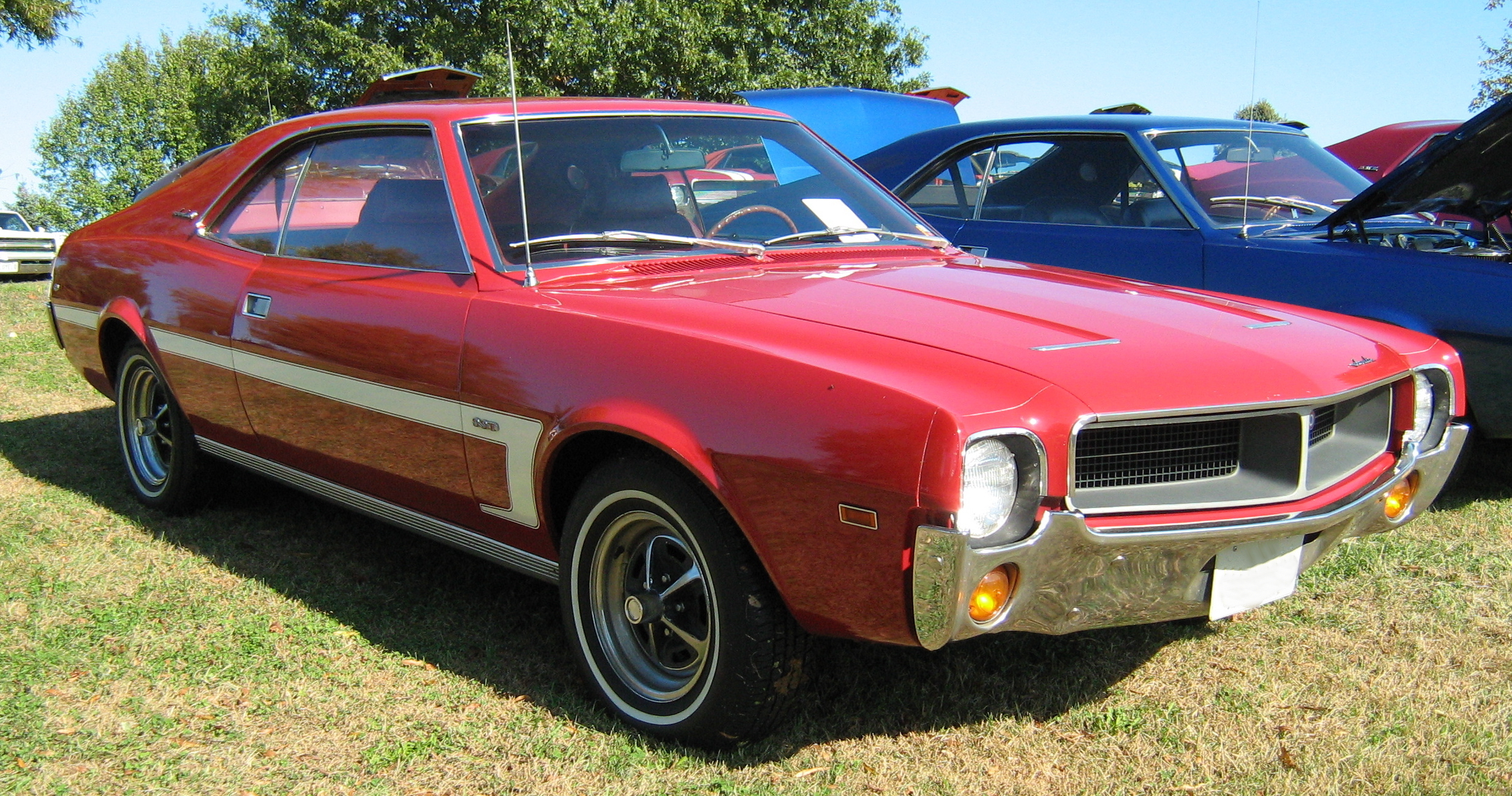
1969 AMC Javelin

Mimo natychmiastowego sukcesu Forda wielu producentów obawiało się szybkiego spadku zainteresowania nowym segmentem, reagowali więc stosunkowo wolno. Pierwszym rywalem dla Mustanga był Plymouth Barracuda, który do sprzedaży trafił dwa tygodnie wcześniej niż nowy Ford – 1 kwietnia 1964. Model nie był jednak bezpośrednią odpowiedzią na Mustanga, który wówczas nawet jeszcze nie zadebiutował (Chrysler wiedział o planach Forda), lecz stosunkowo tanim sposobem na rozszerzenie gamy modeli Valiant. Niepewna sytuacja finansowa Chryslera sprawiła, że nowa Barracuda niedostatecznie różniła się od popularnego Valianta, poziom sprzedaży stanowił ledwie ułamek wyników Forda. Mówiło się, że gdyby Barracuda odniosła sukces (lub też podobny Rambler Tarpon), segment nosiłby nazwę "fish car". Mustang jednak w odróżnieniu od Barracudy charakteryzował się całkowicie nowym nadwoziem które odróżniało go od pojazdu na którym został oparty konstrukcyjnie.
Początkowo General Motors wierzyło, że Corvair rocznik 1965 będzie w stanie konkurować z Mustangiem. Niedługo później okazało się, że nie ma on szans z nowym Fordem, wprowadzono więc na rynek nowy, bardziej konwencjonalny pojazd – Chevroleta Camaro, trafił on do sprzedaży jako rocznik 1967, wtedy też Mustang przeszedł pierwszy większy facelifting. W niedługim czasie do sprzedaży trafił oparty na Camaro Pontiac Firebird i pokrewny Mustangowi Mercury Cougar. American Motors Corporation zaprezentowało w 1967 roku model Javelin. W lutym 1968 roku wprowadzono do sprzedaży nowy pojazd AMC – dwumiejscowy AMX. Cechował się on niewiele większym nadwoziem od typowo europejskich samochodów sportowych, lecz amerykańskimi osiągami. Rynek pony cars zaczął się powoli nasycać, w 1970 roku Dodge zaprezentował Challengera, powiększoną wersję Barracudy.
Jako pony cars klasyfikowano wszystkie warianty powyższych modeli: od podstawowych ubożej wyposażonych, poprzez bogatsze z bardziej luksusowym wyposażeniem po topowe z mocnymi silnikami klasyfikowane już jako muscle cars. Konkurencja wśród producentów w tym segmencie była tak duża, że wyścigi Trans-Am Series w latach 1966-1972 nazywano "The Pony Car Wars" (wojny pony cars).
Sukces odniesiony przez Forda nakłonił japońską Toyotę do wprowadzenia nowego modelu Celica. Pojazd powstał przy podobnym założeniu co Mustang, Celicę oparto na płycie podłogowej Toyoty Cariny A10. Kształt nadwozia także odpowiadał trendom wyznaczonym przez Mustanga, wymiary zewnętrzne były jednak mniejsze. Do napędu nie używano jednak silników V8, co było charakterystyczną cechą amerykańskich pony cars. Japońscy producenci stosowali mniejsze jednostki cztero- i sześciocylindrowe.
| Producent  | Pony car    | Muscle car    |
| ---------- | ----------- | ------------- |
| AMC        | Javelin SST | Rebel Machine |
| Buick      | brak        | Gran Sport    |
| Chevrolet  | Camaro      | Chevelle SS   |
| Dodge      | Challenger  | Charger R/T   |
| Ford       | Mustang     | Torino GT     |
| Mercury    | Cougar      | Cyclone       |
| Oldsmobile | brak        | 442           |
| Plymouth   | Barracuda   | Road Runner   |
| Pontiac    | Firebird    | GTO           |

## Rozwój i upadek

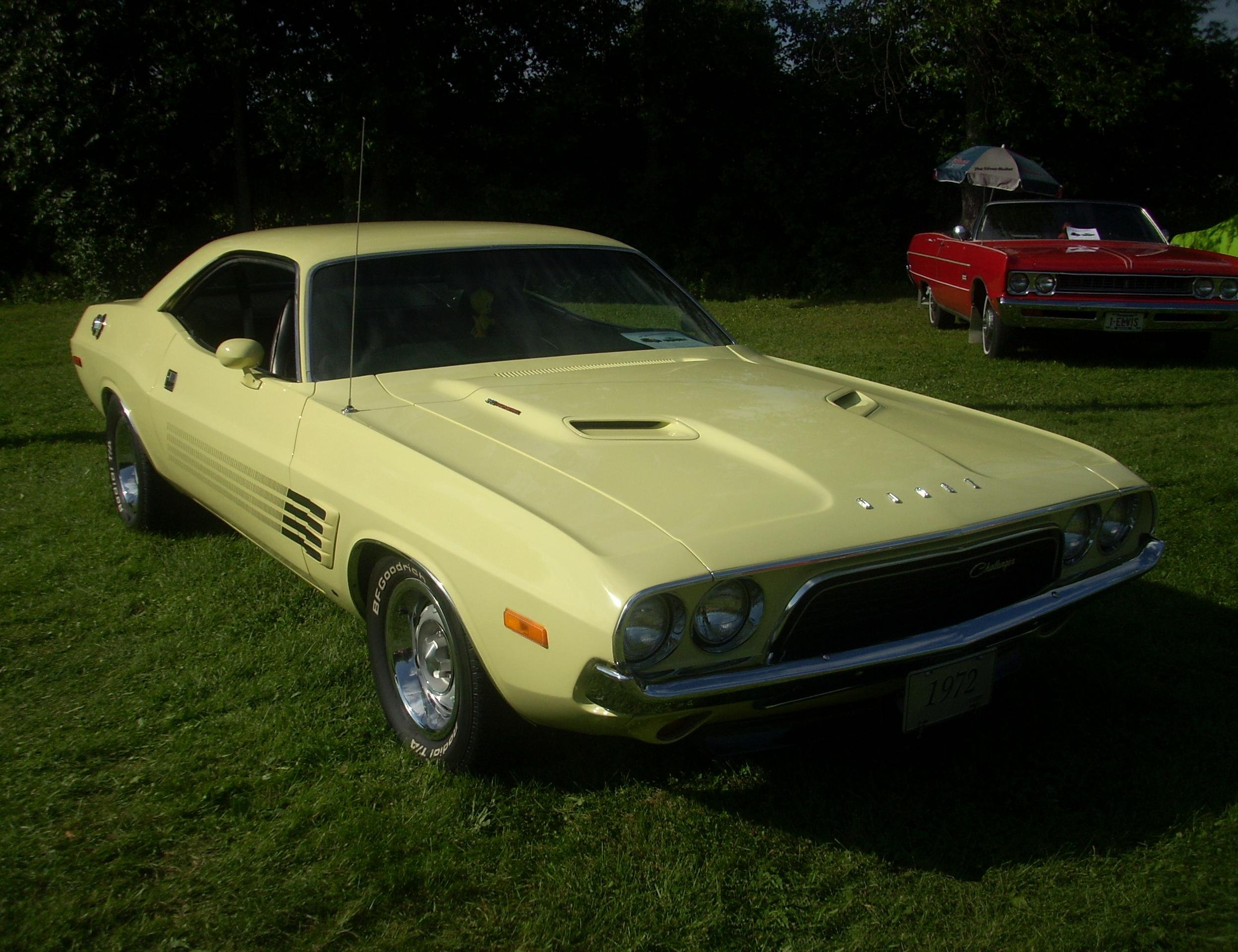
1972 Dodge Challenger

Z każdym kolejnym retuszem i liftingiem, pony cars stawały się coraz większe, cięższe i droższe. Ciągle powiększano listy wyposażenia dodatkowego. Coraz większe i mocniejsze silniki napotykały granice konstrukcyjne w postaci układu zawieszenia, miejsca pod maską czy też opon i hamulców.
Z początkiem lat 70. nabywcy zaczęli odsuwać się od pony cars w stronę pojazdów kompaktowych i większych, bardziej luksusowych. Osiągi najmocniejszych pony cars zaczęły spadać, działo się to za sprawą coraz ostrzejszych norm emisji spalin (spadek mocy silników) oraz norm bezpieczeństwa (wzrost masy własnej). Do utraty popularności przyczynił się także mocno kryzys paliwowy z 1973 roku.
Rok 1974 przyniósł koniec produkcji modeli Challenger, Barracuda i Javelin. Mercury Cougar został przemianowany na bardziej luksusową wersję Forda Thunderbirda, Mustang stał się kompaktowym samochodem osobowym z bardziej luksusowym wyposażeniem i sportowymi akcentami.

## Ponowny rozkwit

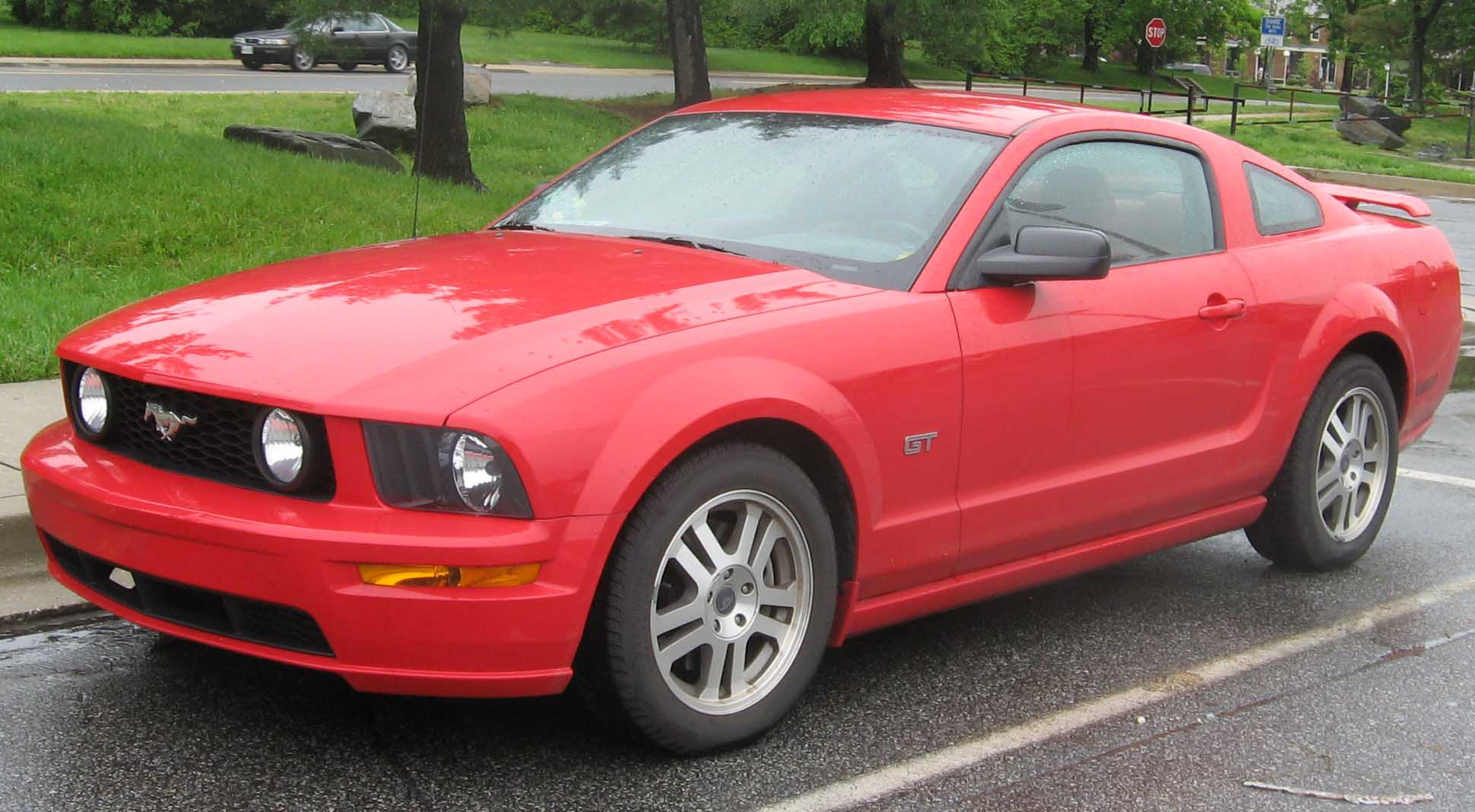
2005-09 Ford Mustang GT

W 2005 roku Ford wprowadził piątą generację modelu Mustang, oparta została ona na płycie podłogowej Ford D2C. Sukces odniesiony przez ten model nakłonił Dodge'a do ponownego wprowadzenia w 2008 roku na rynek modelu Challenger, podobnie postąpił Chevrolet wprowadzając w 2010 piątą generację modelu Camaro.